# Углозубы
Углозу́бы, или углозу́бые , или углозу́бовые (лат. Hynobiidae), — семейство из отряда хвостатые земноводные (Caudata).

## Общие сведения
Углозубы — хвостатые земноводные мелких или средних размеров (до 200 мм, род Ranodon), обитающие в основном в Азии, кроме одного вида, сибирского углозуба (Salamandrella keyserlingii), который проникает в европейскую часть России. Жизненный цикл — типичный для амфибий двухстадийный, с водной личинкой и взрослыми особями, ведущими водный или наземный образ жизни. Личинки с наружными жабрами, 4 парами жаберных щелей и хвостовой нитью. Взрослые после метаморфоза вне периода размножения живут на суше, кроме постоянноводных представителей родов Batrachuperus, Liua и Pachyhynobius. У взрослых имеются хорошо развитые лёгкие за исключением безлегочных тритонов рода Onychodactylus. Оплодотворение наружное.
Среди других хвостатых земноводных углозубы выделяются большим числом хромосом в кариотипе (до 78 в диплоидном наборе), наличием угловой кости (os angulare) в составе нижней челюсти. Последняя черта вместе с другими особенностями строения скелета считается примитивной для отряда, где прослеживается явная тенденция к редукции костных элементов, и позволяет говорить об углозубах как о группе, наиболее сходной с древнейшими общими предками всех хвостатых земноводных.
Углозубы — также единственное семейство в отряде, ограниченное в своем распространении Евразией. Ареал семейства на континенте обширный, но крайне разорванный: встречаются от Ирана до Японии, наибольшее видовое разнообразие наблюдается в Восточной Азии. Один из видов, уже упомянутый сибирский углозуб (Salamandrella keyserlingii), обитает на огромном пространстве от Архангельской и Нижегородской области на западе до Чукотки, Камчатки и Хоккайдо на востоке и от зоны лесотундр на севере до лесостепей на юге, хотя в целом в группе преобладают горные виды с крошечными ареалами, охватывающими склоны небольшого хребта или даже одной горы. От других азиатских хвостатых — саламандровых (Salamandridae) с бородавчатой кожей и гигантских неотенических саламандр из семейства скрытожаберников (Cryptobranchidae) — углозубы легко отличаются по своему внешнему виду.
Икру разные виды откладывают в текущие или стоячие водоёмы. Каждая кладка обычно представляет собой парные студенистые икряные мешки, содержащие яйца и прикрепляющиеся к камням или подводным растениям. Форма, размеры икряных мешков, способ упаковки в них яиц являются таксономической характеристикой и служат для установления родства между родами.

## Определение в полевых условиях
Хвостатые земноводные мелких или средних размеров. Кожа гладкая. Имеются подвижные веки. Оплодотворение наружное. Для представителей семейства характерны ещё 8 приведённых ниже морфологических признаков, которые используются также для установления их филогенетических взаимоотношений с остальными группами хвостатых земноводных:
1. наличие перегородчатоверхнечелюстных костей (ossa septomaxillaria);
2. наличие слёзных костей (ossa lacrimalia);
3. ряды сошниковых зубов направлены под углом к рядам краевых (собственно челюстных) зубов, а не параллельно, что и отражает русское название семейства;
4. рёбра с одной головкой;
5. амфицельные позвонки;
6. наличие наружных жабр, 4 пар жаберных щелей и хвостовой нити у личинок, полная потеря этих признаков в процессе метаморфоза у взрослых; подвижные веки у взрослых;
7. яйца откладываются в воду в парных студенистых мешках при наружном оплодотворении;
8. лёгкие у взрослых хорошо развиты, за исключением рода Onychodactylus.

Отдельно взятые, эти признаки во многих случаях встречаются и у других хвостатых и не могут рассматриваться в качестве синапоморфий для углозубов. Отсутствие признаков, имеющихся в других группах, указывалось, если это является отличительной чертой углозубов или говорит о родстве с другими группами хвостатых амфибий.

## Детальная морфологическая характеристика группы
Более подробные морфологические особенности семейства взяты из работ Duellman and Trueb (1986), Larson (1991) and Larson and Dimmick (1993):

### Череп
Особенности:
- предчелюстные кости (ossa premaxillaria) парные либо слиты в одну кость (premaxilla);
- носовые кости (ossa nasalia) парные, примыкают друг к другу, будучи лишь частично разделёнными коротким задним отростком premaxilla, окостеневают из 2 очагов, медиально и латерально расположенных на кости;
- верхнечелюстные кости (ossa maxillaria) хорошо развиты;
- наличие перегородчатоверхнечелюстных костей (ossa septomaxillaria);
- наличие слезных костей (ossa lacrimaria);
- отсутствие квадратноскуловых костей (ossa quadratojugularia);
- отсутствие крыловидных костей (ossa pterygoidea);
- отсутствие отверстия внутренней сонной артерии на парасфеноиде;
- угловая кость (os angulare) не слита с нижнечелюстной (mandibula);
- столбик (columella) и operculum присутствуют как отдельные ушные кости, отделенные от слуховой капсулы у ряда видов, в то время как у других operculum исчезает;
- сошниковые зубы замещаются начиная с задней части сошника;
- зубы имеют отчётливую коронку и шейку;
- передняя поверхность мышцы, поднимающей нижнюю челюсть (musculus levator mandibulae), включает в себя внезатылочные по происхождению элементы.

### Внутреннее ухо
Базиллярный комплекс представлен;
- амфибийное углубление (recessus amphibiorum) во внутреннем ухе ориентировано горизонтально;
- слуховой мешочек (saccus oticus) бульбарный и неваскуоляризованный;
- амфибийный перилимфатический канал (canalis perioticus) без фиброзной ткани;
- перилимфатическая цистерна (cysternа periotіса) большая и не выдается в овальное окно (fenestra).

### Скелет туловища и конечностей
— лопатка и коракоид слиты;
— тела позвонков амфицельные;
— рёбра с одной головкой;
— в нейральных дугах отсутствуют отверстия спинномозговых нервов, последние выходят между соседними дугами.

## Классификация
На начало 1980-х годов в семейство включалось около 30 видов, принадлежащих к 5 родам (Hynobius, Batrachuperus, Ranodon, Onychodactylus и Salamandrella). За прошедшие четверть века число известных углозубов возросло до 10 родов и 50 видов, причем многие новые виды являлись до того абсолютно неизвестными науке, а не были выделены в результате подробного изучения уже описанных, как нередко происходит в современной батрахологии. Также изменились представления о систематике группы на уровне родов. Проведенные исследования, в том числе молекулярно-генетические, заставили разделить восточно- и западноазиатских представителей родов лягушкозубы (Ranodon) и высокогорные углозубы (Batrachuperus), признав их сходство конвергентным. Таким образом, по современным представлениям[чьим?] система отряда выглядит так:
Подсемейство Предуглозубы (Protohynobinae Fei et Ye, 2000)
- Род Предуглозубы[источник не указан 1201 день] (Protohynobius Fei et Ye, 2000)
  - Восточноазиатский предуглозуб (Protohynobius puxiongensis Fei et Ye, 2000)

Подсемейство Углозубые (Hynobiinae Cope, 1859)
- Род Pseudohynobius Fei et Yang, 1983
  - Pseudohynobius flavomaculatus Hu and Fei in Hu, Fei et Ye, 1978
  - Pseudohynobius kuankuoshuiensis Xu, Zeng et Fu, 2007
  - Pseudohynobius shuichengensis Tian, Li et Gu, 1998
- Род Безлёгочные тритоны (Onychodactylus Tschudi, 1838)
  - Уссурийский когтистый тритон (Onychodactylus fischeri Boulenger, 1886)
  - Японский безлёгочный тритон (Onychodactylus japonicus Houttuyn, 1782)
- Род Средневосточные углозубы[источник не указан 1201 день] (Paradactylodon Risch, 1984)
  - Эльбурский углозуб (Paradactylodon gorganensis Clergue-Gazeau et Thorn, 1979)
  - Афганский углозуб (Paradactylodon mustersi Smith, 1940)
  - Гирканский углозуб (Paradactylodon persicus Eiselt et Steiner, 1970)
- Род Лягушкозубы (Ranodon Kessler, 1866)
  - Семиреченский лягушкозуб (Ranodon sibiricus Kessler, 1866)
- Род Коренастые углозубы (Pachyhynobius Fei, Qu et Wu, 1983)
  - Коренастый углозуб (Pachyhynobius shangchengensis Fei, Qu et Wu, 1983)
- Род Углозубы (Hynobius Tschudi, 1838)
  - Бамбуковый углозуб (Нynobius abei Sato, 1934)
  - Hynobius amjiensis Gu, 1992
  - Hynobius arisanensis Maki, 1922
  - Углозуб Буланже (Нynobius boulengeri Thompson, 1912)
  - Китайский углозуб (Hynobius chinensis Günther, 1889)
  - Светло-бурый углозуб (углозуб Данна)(Hynobius dunni Tago, 1931)
  - Формозский углозуб (Hynobius formosanus Maki, 1922)
  - Hynobius guabangshanensis Shen, Deng et Wang, 2004
  - Hynobius hidamontanus Matsui, 1987
  - Пёстрый углозуб (Hynobius kimurae Dunn, 1923)
  - Корейский углозуб (Hynobius leechii Boulenger, 1887)
  - Серебристый углозуб (Hynobius lichenatus Boulenger, 1883)
  - Hynobius maoershanensis Zhou, Jiang et Jiang, 2006
  - Пятнистый углозуб (Hynobius naevius Temminck et Schlegel, 1838)
  - Дымчатый углозуб, или японский углозуб (Hynobius nebulosus Temminck et Schlegel, 1838)
  - Чёрный углозуб (Hynobius nigrescen Stejneger, 1907)
  - Тёмно-кирпичный углозуб (Hynobius okiensis Sato, 1940)
  - Hynobius quelpartensis Mori, 1928
  - Хоккайдский углозуб (Hynobius retardatus Dunn, 1923)
  - Тайваньский углозуб (Hynobius sonani Maki, 1922)
  - Янтарный углозуб (Hynobius stejnegeri Dunn, 1923)
  - Равнинный углозуб (Hynobius takedai Matsui et Miyazaki, 1984)
  - Токийский углозуб (Hynobius tokyoensis Tago, 1931)
  - Цусимский углозуб (Hynobius tsuensis Abé, 1922)
  - Туркестанский углозуб (Hynobius turkestanicus Nikolsky, 1909)
  - Hynobius yangi Kim, Min et Matsui, 2003
  - Hynobius yiwuensis Cai, 1985
  - Hynobius yunanicus Chen, Qu et Niu, 2001
- Род Сибирские углозубы (Salamandrella Dybowski, 1870)
  - Сибирский углозуб (Salamandrella keyserlingii Dybowski, 1870)
  - Приморский углозуб (Salamandrella tridactyla Nikolsky, 1905)
- Род Высокогорные углозубы (Batrachuperus Boulenger, 1878)
  - Batrachuperus cochranae Liu, 1950
  - Batrachuperus karlschmidti Liu, 1950
  - Большой углозуб (Batrachuperus londongensis Liu et Tian in Liu, Hu, Tian et Wu, 1978)
  - Сычуаньский углозуб (Batrachuperus pinchonii David, 1872)
  - Batrachuperus taibaiensis Song, Zeng, Wu, Liu et Fu, 2001
  - Тибетский углозуб (Batrachuperus tibetanus Schmidt, 1925)
  - Длиннохвостый углозуб (Batrachuperus yenyuanensis Liu, 1950)
- Род Сычуаньские лягушкозубы (Liua Zhao et Hu, 1983)
  - Сычуаньский лягушкозуб (Liua shihi Liu, 1950)
  - Цинпайский лягушкозуб (Liua tsinpaensis Liu et Hu, 1966)

## Интересные факты
Сибирский углозуб был возвращён к жизнедеятельности после сотни лет в криогенном анабиозе.